# Кен Люн
Кеннет «Кен» Люн (англ. Kenneth «Ken» Leung; нар.21 січня 1970, Нью-Йорк, США) — американський актор, найбільш відомий за роллю Майлза Строма в телесеріалі «Загублені».

## Біографія

### Дитинство та освіта
Кеннет Люн народився і виріс в районі Двох мостів в Нижньому Іст-Сайді в Нью-Йорку.
Його сім'я переїхала в Мідвуд, Бруклін, де він і виріс.
Кеннет закінчив школу в Олд Брідж, Нью-Джерсі. Він навчався в Нью-Йоркському університеті за стипендією. Він продовжив вивчати акторську майстерність з Кетрін Расселл і Нен Смітнер, потім деякий час з Енн Джексон в «HB Studio».

### Творчість
Кеннет дебютував у кіно у 1995 році. У 1997 році Бретт Ратнер запросив його на роль у фільмі «Година пік», потім в режисерському дебюті Едварда Нортона «Зберігаючи віру». З того часу він знімався в декількох телефільмах і кінофільмах, включаючи 4 фільми з Ретнером і два з Спайком Лі.
У 1988 році він зіграв у виставі «Джеймс Лес і Бог» Терренса МакНеллі, «Корпус Крісті». В 2002 році зіграв Чинга в своєму бродвейському дебюті-мюзиклі, який був номінований на премію «Тоні».

## Фільмографія
| Рік        |   | Українська назва                    | Оригінальна назва             | Роль                              |
| ---------- | - | ----------------------------------- | ----------------------------- | --------------------------------- |
| 1995       | ф | Ласкаво просимо в ляльковий будинок | Welcome to the Dollhouse      | Баррі                             |
| 1995       | ф | Картина дитя Жанни Доу              | Pictures of Baby Jane Doe     | крамар                            |
| 1995—2002  | с | Закон і порядок                     | Law & Order                   | Стівен Вонг / Чанг / Томмі Вонг   |
| 1997       | ф | Кундун                              | Kundun                        | голос                             |
| 1997       | с | Поліцейські під прикриттям          | New York Undercover           | Девід Кван                        |
| 1997       | ф | Червоний кут                        | Red Corner                    | Пенг                              |
| 1998       | ф | Година пік                          | Rush Hour                     | Сенг                              |
| 1998       | ф | Політ                               | Fly                           | Джеремі Кім                       |
| 1999       | ф | Людина століття                     | Man of the Century            | Майк Ремсі                        |
| 2000       | с | Країна чудес                        | Wonderland                    | ім'я персонажа невідомо </ small> |
| 2000       | ф | Зберігаючи віру                     | Keeping the Faith             | Дон                               |
| 2000       | с |                                     | Deadline                      | Фунг                              |
| 2000       | ф | Лабіринт                            | Maze                          | Доктор Міка                       |
| 2000       | ф | Сім'янин                            | The Family Man                | Сем Вонг                          |
| 2001       | ф | Штучний розум                       | Artificial Intelligence: A.I. | Саятуо-Сама                       |
| 2001       | ф |                                     | Home Sweet Hoboken            | ім'я персонажа невідомо </ small> |
| 2001       | ф | Шпигунські ігри                     | Spy Game                      | Лі                                |
| 2001       | ф | Ванільне небо                       | Vanilla Sky                   | художній редактор                 |
| 2001       | с | В'язниця Оз                         | Oz                            | Байа Ііксу                        |
| 2002       | ф | Червоний дракон                     | Red Dragon                    | Ллойд Боуман                      |
| 2002       | ф | Особа                               | Face                          | Уіллі                             |
| 2004       | ф |                                     | Strip Search                  | Лю Цзун-Юань                      |
| 2004       | с | Вупі                                | Whoopi                        | Терренс                           |
| 2004       | ф | Невдаха безкоштовного міста         | Sucker Free City              | Лінкольн Ма                       |
| 2004       | ф | Пила: Гра на виживання              | Saw                           | Детектив Стівен Сінг              |
| 2004       | с | Суд присяжних                       | The Jury                      | Кен Арата                         |
| 2005       | ф | Кальмар і кит                       | The Squid and the Whale       | шкільний психотерапевт            |
| 2005       | ф | Ненависть                           | Hate                          | Мо                                |
| 2006       | ф | Не впіймали — не злодій             | Inside Man                    | Вінг                              |
| 2006       | ф | Всі без розуму від Грейс            | Falling for Grace             | Мінг                              |
| 2006       | ф | Люди Ікс: Остання битва             | X-Men: The Last Stand         | Малюк Омега                       |
| 2007       | с | Клан Сопрано                        | The Sopranos                  | Картер Чонг                       |
| 2007       | ф | Шанхайський поцілунок               | Shanghai Kiss                 | Ліам Ліу                          |
| 2007       | ф | Рік риби                            | Year of the Fish              | Джонні                            |
| 2008—2010  | с | Загублені                           | Lost                          | Майлз Штром (45 епізодів)         |
| 2010       | ф |                                     | Works of Art                  | Джон Кім                          |
| 2011       | с | Гарна дружина                       | The Good Wife                 | Шен Ян                            |
| 2012—2013  | с | Підозрюваний                        | Person Of Interest            | Леон Тао                          |
| 2014 —2016 | с | Нічна зміна                         | The Night Shift               | Тофер Зі                          |
| 2015       | ф | Зоряні війни: Пробудження Сили      | Star Wars: The Force Awakens  | адмірал Статура                   |
| 2017       | с | Надлюди                             | Inhumans                      | Карнак                            |
| 2019       | с | Чорний список                       | The Blacklist                 | Майкл Сіма                        |
| 2020       | с |                                     | Industry                      | Ерік Тао                          |
| 2021       | ф | Старий                              | Old                           | Джерін Кармайкл                   |
| 2023       | ф | Зникла безвісти                     | Missing                       | Кевін                             |
| 2024       | с | Аватар: Останній захисник           | Avatar: The Last Airbender    | командир Чжао                     |
| 2024       | ф | Джокер: Божевілля на двох           | Joker: Folie à Deux           | доктор Віктор Лю                  |
| 2026       | ф | Проєкт «Аве Марія»                  | Project Hail Mary             |                                   |